# Robert Hébras

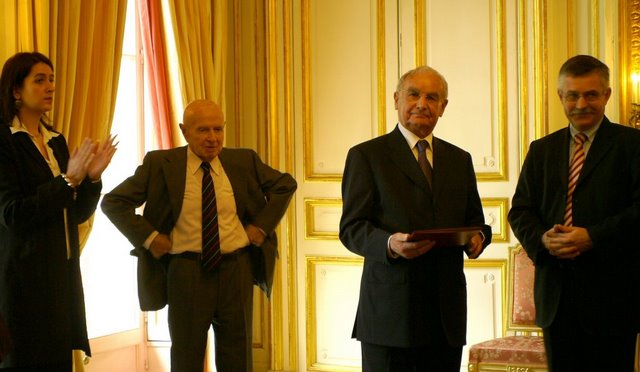
Robert Hébras (trzeci od lewej) odbiera Austriacką Nagrodą Pamięci Holocaustu (17.03.2008)

Robert Hébras (ur. 29 czerwca 1925 w Oradour-sur-Glane, zm. 11 lutego 2023 w Saint-Junien) – francuski członek ruchu oporu w trakcie II wojny światowej, był jedną z siedmiu osób, które przeżyły mord w Oradourze 10 czerwca 1944 roku.
W tej masakrze, która po wojnie stała się symbolem nieludzkich zbrodni nazistów, zostało zabitych także 207 dzieci i 254 kobiet.
Z mężczyzn przeżyli poza Robertem Hebrasem jeszcze Jean-Marcel Darthout, Mathieu Borie, Clément Broussaudier, Yvon Roby i Pierre-Henri Poutaraud. Zostali oni pod zwłokami zabitych przyjaciół i udawali martwych tak długo, aż naziści podpalili stodołę, w której popełnili zbrodnię. Robert Hébras przypomina, że jego lewe ramię zaczęło się już palić, i że ból był przeogromny. Z jego towarzyszy Pierre-Henri Poutaraud został złapany i zastrzelony, tylko trzem z nich udało się uciec z płonącej wsi.
Prawie cała rodzina Hébras została tego dnia zamordowana, tylko ojciec, najstarsza córka i Robert przeżyli.
Następnie Robert uczestniczył aktywnie w ruchu oporu przeciw nazistom, walczył w ostatnim roku wojny po stronie francuskiej Résistance. W 1983 roku był świadkiem w procesie przeciw jednemu z morderców z Oradoura – Heinzowi Barthowi w byłej NRD. W 2003 roku opublikowany został fim dokumentarny pod tytułem „Spotkania z Robertem Hébras – na śladach wygaszonego życia”, niemieckiego reżysera Bodo Kaisera.
Robert Hébras jako świadek czasu i autor kilku książek zaangażował się w utrwalenie i pielęgnowanie pamięci i rozliczenie z okresem narodowego socjalizmu. Zaangażował się w pojednanie Niemczech i Francji.
W 2008 roku został wyróżniony przez Austriackie Stowarzyszenie Służby za Granicą Austriacką Nagrodą Pamięci Holocaustu.
Robert Hébras oprowadzał grupy przez ruiny wsi Oradour i pracował aktywnie w Centre de la mémoire.
Był żonaty, ma syna, trzech wnuków i do swojej śmierci żył w Saint-Junien blisko Oradour.
Był jednym z ostatnich, którzy przeżyli rzeź w Oradourze.